# An (求人情報)
『an』（アン）は、パーソルキャリア（旧・学生援護会→インテリジェンス）が過去に発行していた、アルバイト・パートタイマー向けの求人情報誌および同社が運営していた求人情報ウェブサイト。「an」とは前身となる「アルバイトニュース」の略である。
もとは、同社が発行していたアルバイト求人情報誌の名称で、1986年に『日刊アルバイトニュース』から改題した。2017年8月以降はWebでの求人情報に特化していたが、2019年11月25日をもってWebでのサービスも終了し、雑誌から続いた52年の歴史に幕を下ろした。

## 概要
1967年に学生援護会が首都圏で『アルバイトニュース速報』の題号で創刊した。創刊当時の価格は10円。翌1968年には発行形態の「日刊」を前面に出し、誌名を『日刊アルバイトニュース』に変更、「求められる人を求める人に」のキャッチコピーによるCMなどで知名度を上げ、関西、中京、九州など日本全国に進出し、1986年に誌名を『an』に変更する（副誌名として「アルバイトニュース」の名称は残す）。
1990年から『デイリーan』と誌名を再変更。創刊から土日を除く日刊の形態を維持していたが、1994年に月・水・金の週3回、さらに2005年には月曜日と木曜日の週2日発売に縮小した。
インターネットの普及と共に、雑誌媒体に並行して「モバイルan」「WEB an」サイトで情報提供を開始した。2015年2月にLINEと提携し「LINEバイト」にも求人情報を提供していた。LINEバイトの運営のため、パーソルキャリアとLINEの合弁による株式会社AUBEを設立した（のち出資比率の変更を経て2018年6月1日付けで商号をLINEバイト株式会社に変更）。
のちに雑誌媒体は、毎週月曜日に定価100円で発売する『anウィークリー』と毎週木曜日に無料配布する『anエリア』となる。2013年から有料版とフリーペーパー版を統合して誌名を『an』に改題し、2015年上半期までは東海・首都圏・関西・札幌はフリーペーパーのみ、九州はフリーペーパーと有料版の両方、をそれぞれ月曜日に発行した。
2015年の9月14日に関西圏の2版、11月23日に首都圏の4版を休刊し、九州の福岡エリアは有料版を廃止してフリーペーパーのみとなる。関西は2016年9月12日に残った3版および『salida』が休刊、東海圏の社員版も2016年9月19日をもって休刊した。
2017年には、残った札幌・東海・福岡地区でのフリーペーパーも休刊し、Web媒体へ一本化した。Webサービスについても、地域特化形『anエリア』、社員向け『anレギュラー』、女性向け求人サービス『Salida』（サリダ）があったが、2016年から2017年にかけて全て終了しWeb『an』に統合された。また、2017年8月にはスマートフォンでの使い勝手や検索性を向上させるべくサイトのリニューアルも実施した。
2019年8月1日、同年11月25日で『an』および関連のサービスを終了することを発表した。『LINEバイト』への情報提供も同時に終了することになったため、2019年8月28日付けでLINEバイトの運営会社（LINEバイト株式会社）からパーソルキャリアは撤退し、LINE株式会社の100％子会社となったが、anの終了と同じ2019年11月25日付けでLINE本体へ吸収合併した。なお、『LINEバイト』自体は提携先をマイナビ に変更してサービスを継続する。
パーソルキャリアでは『an』の終了に伴い、『an』事業部に在籍する従業員約600名を転職情報サイト『DODA』などへの異動を行う他、親会社のパーソルホールディングスは2020年3月期に35億円の特別損失を計上する。

## 別冊an
夏と冬に年2回発行。夏季と冬季のリゾートバイトを中心に、農業などの求人情報も掲載する臨時号で、主に夏季はマリンリゾートや山間部を中心とした避暑地、冬季は発刊当時スキーブーム期であったため、スキーリゾート関連業種の求人を特集して掲載した。

## テレビCM
1982年に蟹江敬三、斉藤慶子、牛の吉田君らが出演したCMで、コピーライターの糸井重里が手掛けた蟹江のフレーズ「人間だったら良かったんだけどね〜」が耳目を集め（ACC CMフェスティバル 第23回秀作賞）、渡辺えりが大学生の母親役で出演したドラマCM「安西クン」も好評を得た。
「デイリーan」に改題後は赤塚不二夫の代表作『天才バカボン』をCMキャラクターに起用し、バカボンパパを富田耕生、バカボンを林原めぐみ、おまわりさんを千葉繁がそれぞれ声を充てた。この後、同じ赤塚の作品『おそ松くん』からイヤミ（声 - 肝付兼太）をキャラクターに起用、パパ・バカボン・おまわりさんが顔の一部（パパ：鼻と髭、バカボン：頬の渦巻、おまわりさん：つながり目）だけを映像に使用したのに対し、イヤミは着ぐるみで登場した。
1990年代後半は鈴木蘭々、篠原ともえなど、2012年はきゃりーぱみゅぱみゅとお笑いコンビの2700やバイク川崎バイク、2015年はきゃりーと村上信五、2016年4月は漫画『ももくり』、2018年は浜辺美波とアニメ『ポプテピピック』やお笑いコンビアンガールズをそれぞれ起用した。

## スポンサー活動
鈴鹿8時間耐久ロードレースにチームスポンサーとして参加した。